# Darga (groupe)
Pour les articles homonymes, voir Darga.
Darga est un groupe marocain de musique world maghrébine originaire de Casablanca.
Carrefour des musiques d’ici et d’ailleurs, depuis 2001 le groupe casablancais Darga (cactus), suit sa route et fait parler de lui. Composé de neuf jeunes qui manient les langues et fusionnent les influences, il s’est imposé comme l'un des groupes représentant la scène alternative marocaine contemporaine. Cette formation musicale prône une vision de métissage où s’entrecroisent une multitude de rythmiques et de mélodies, et trouve son inspiration aux confins reggae, ragga, gnawa, allaoui, rock, ska, dub, funk, jazz.. La liste est longue et reflète l’incroyable énergie spontanée d’un melting-pot musical soufflant les vents chauds et épicés de plusieurs continents.
Symbolisant un nouveau courant de World Music maghrébine, ces neuf cactus ont sorti leurs deux albums (2004 et en 2008), et en totale autoproduction (système D oblige). Les titres sont en Darija (Arabe Dialectal), Français ou Anglais, car pour ce groupe être sur scène ou dans la rue, c’est la même chose, on passe d’une langue à l’autre. Darga, ce sont des mots et des notes pour ces fauteurs de joie qui s’expriment sur scène et chantent leur quotidien comme ils le vivent, avec sincérité et avec l'envie de partager et de découvrir. Aux épines retroussées, ils se veulent porte-parole de la jeunesse marocaine et ont choisi de revendiquer leur existence et leur regard par l’art et le métissage des cultures.
« Ce cactus qui résiste à tout » (Darga), a fait bien du chemin depuis sa naissance : de concerts en festivals, ils ont parcouru tout le Maroc, avec guitare, basse, guembri, cymbales, congas et karkabou à la main, didgeridoo, clavier, djembe et derbouka sur le dos, tout en assurant les premières parties de Manu Dibango, Youssou N'Dour, Gnawa Diffusion, Ray Lema, Sergent Garcia.. Et depuis 2006, l’aventure Darga se poursuit, le groupe s'exporte et se produit dans les plus grands festivals européens (Espagne, France, Italie, Belgique, Suède…)
Groupe de scène avant tout, à chaque concert cette bande d’agitateurs-provocateurs bien dans leur peau de cactus, enflamme le public et lui livre un véritable feu d’artifice de styles et de rythmes. En toute liberté. Pour un jam-fusion dont l’horizon n’a pas de fin.

## Composition
- Bassiste : Malek Rafi(2001-2007) Youssef Bouchou
- Claviste : Azedine Berhilia
- Guitariste':Badre Belhachemi (2001 -2009) (Tarik lahjayli depuis 2009)
- Percussionniste : Hassan Krifa - Amine Kanzi-Belghiti (2001- 2007)
- Saxophoniste : Karim Soussan
- Trombone  : Abdel Ali El maalem
- Guitare,Banjo,Mandole,Percussion traditionnel : Anas Chlih
- Chanteur : Nabil Sakhra, Mohamed Laabidi
- Batteur : Adil Hanine, Jean-Paul Wahi
- Video Jokey"': Abdelatif Farhate alias Kalamour

## Discographie
- Darga (album)
- stop baraka(album)

## Liste des titres
darga(album)
1. Bangoro
2. Berkilia
3. Casa casa
4. Hal el bouhali
5. Harb nar
6. Mimouna
7. Histoire de fess
8. Syndia

stop baraka(album)
1. Salam alaikoum
2. Rich
3. El Khattabi
4. Kbla Feat H Kayen
5. Stop Baraka
6. Nari
7. Tchomira
8. Gafia
9. Africa
10. Resis dance
11. Ach Tary